# Зграда у Чачку у ул. Бате Јанковића бр. 44
Зграда у Чачку у ул. Бате Јанковића бр. 44 је под заштитом Завода за заштиту споменика културе Краљево. С обзиром да представља значајну историјску грађевину, проглашена је непокретним културним добром Републике Србије.

## Историја
Кућа смештена на углу улица Рајићеве и жупана Страцимира је изграђена 1903. године као стамбено–пословна зграда трговца Николе Аћимовића. Представља пример архитектуре касног барока у Чачку и једну етапу градитељства везану за привредни развој града и његову урбанизацију. Састоји се од приземља, спрата и поткровља мансардног типа. Угаони део зграде, у коме се налази улаз у пословно приземље, је наглашен торњем који се уздиже изнад мансардног крова. Улаз је фланкиран са два масивна стуба. Фасаде приземља и спрата су рашчлањене имитацијом тесаника изведених у малтеру. Елементи који овај објекат чине препознатљивим су две високе атике на мансарди и угаони торањ са типично барокним таласасто изведеним завршетком. Прозори на атикама су фланкирани стубовима са јонским капителима. Изнад прозора у средини полукружног завршетка атике у плитком рељефу је изведен монограм власника.